# Ganderbal (Distrikt)
Der Distrikt Ganderbal  (Urdu ضلع گاندربل) ist ein Verwaltungsdistrikt in Unionsterritorium Jammu und Kashmir, Indien. 
Der Distrikt wurde 2007 aus zwei Tehsils (Ganderbal und Kangan) des Distrikts Srinagar gebildet.

## Geographie
Der Distrikt Ganderbal liegt auf einer durchschnittlichen Höhe von 1950 m. Der Verwaltungssitz Ganderbal ist ungefähr 21 km von Srinagar entfernt.
Der Sind fließt durch den Distrikt. An diesem Fluss liegen drei Wasserkraftwerke und er versorgt die Bevölkerung des Distrikts mit Wasser. 80 % der Bevölkerung leben von der Landwirtschaft und das Wasser des Flusses dient auch der Bewässerung der Felder. Der Sand des Flusses ist als Baumaterial sehr geschätzt und wird verkauft.

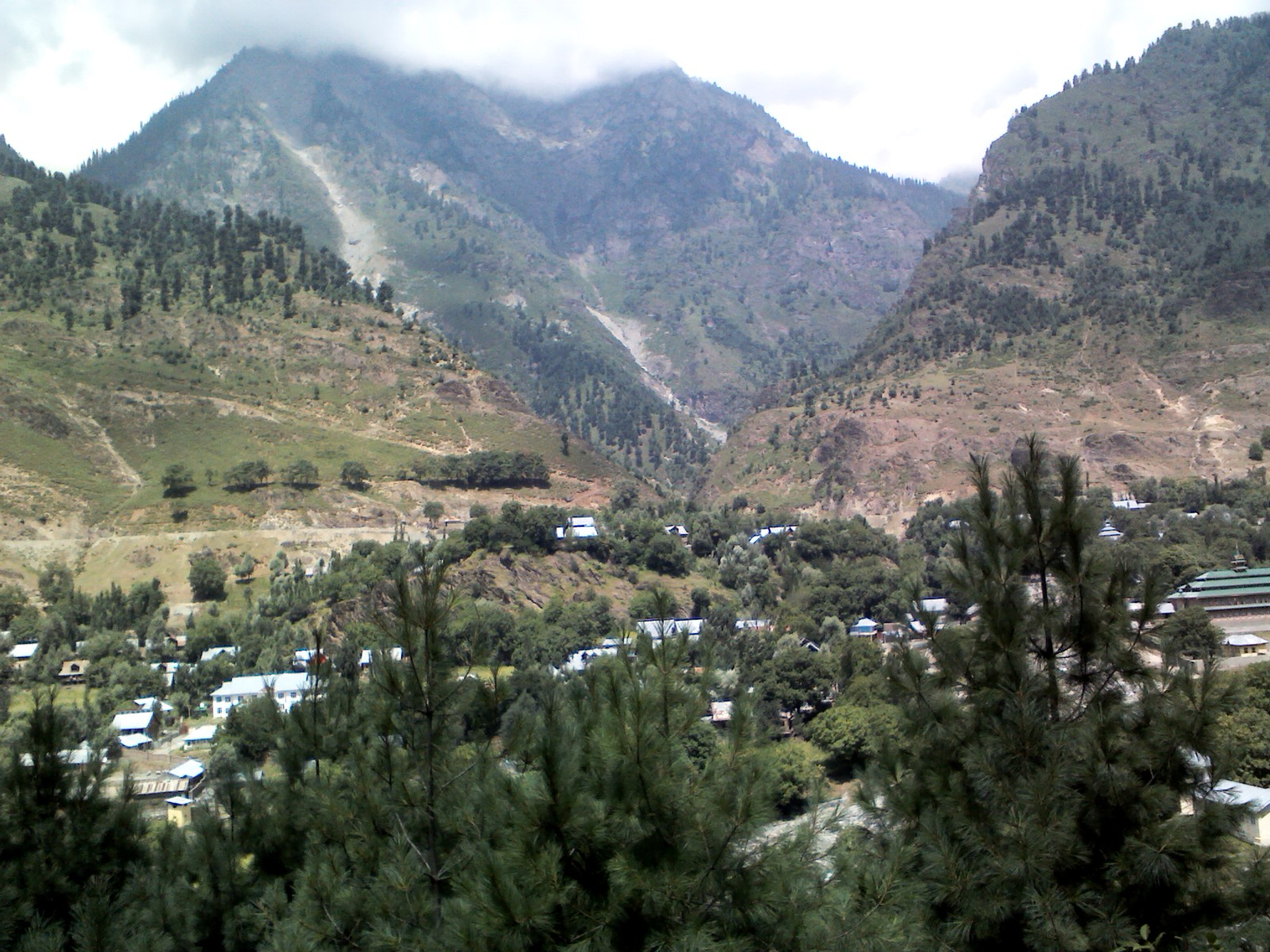
Der Ort Gund

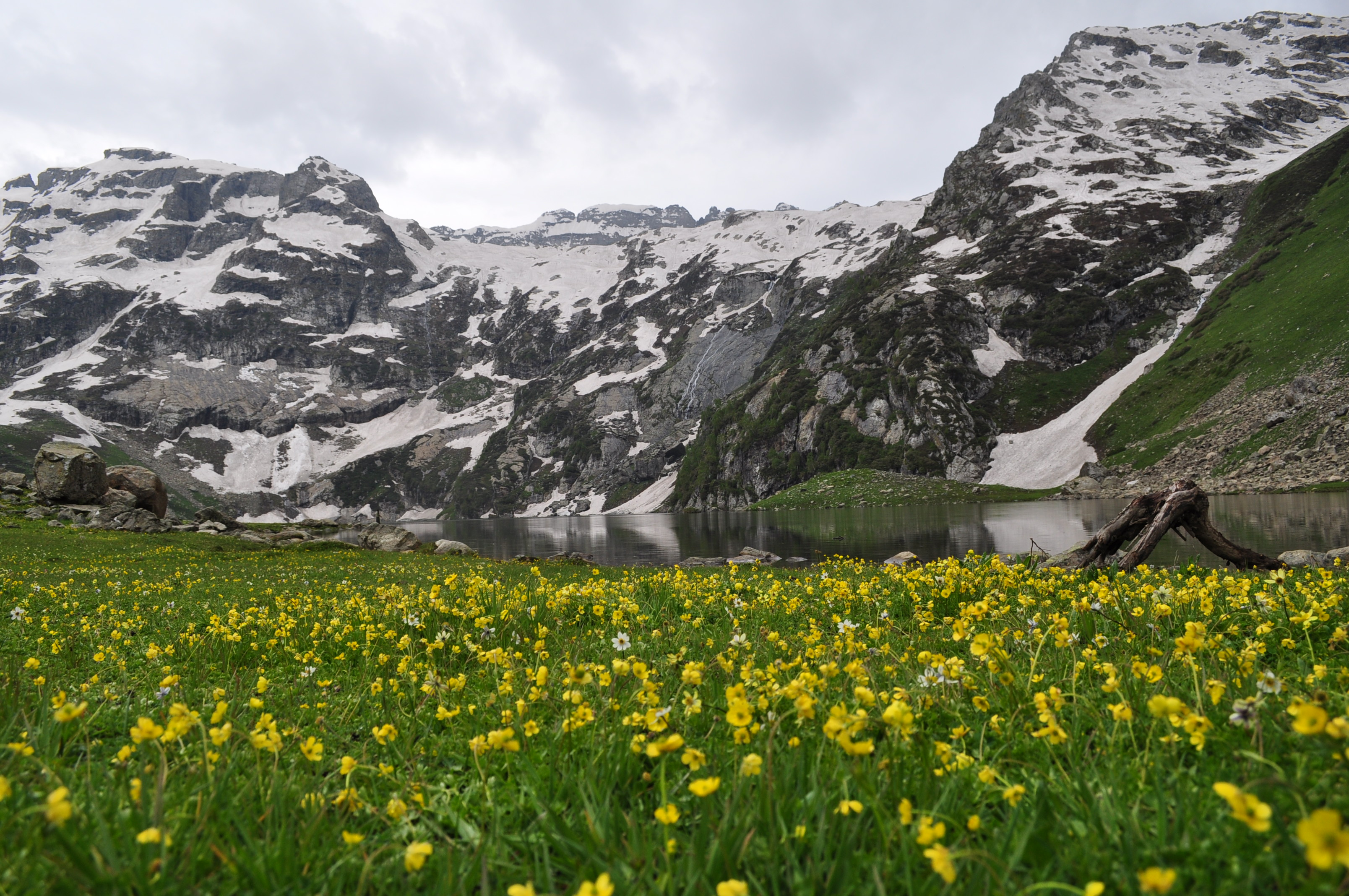
Der Gangabal-See am Fuß des Haramukh

## Verwaltungsgliederung
Der Distrikt besteht aus 6 Tehsils: Ganderbal, Gund, Kangan, Lar, Tullamulla und Wakura.
Der Distrikt besteht außerdem aus 9 Blöcken: Ganderbal, Kangan, Lar, Wakoora, Gund, Shearpathri, Phaag, Manigam und Batwina. 
Jeder Block besteht aus einer Reihe von Panchayats. Der Distrikt hat zwei Wahlkreise.

## Klima
Das Klima des Distrikts Ganderbal ist typisch für das Kaschmirtal.

## Tourismus
- Die Naranag-Tempel sind eine bedeutende archäologische Stätte. Die Tempel liegen am Fuß des Haramukh ungefähr 50 km von Srinagar entfernt. Sie sollen Shiva geweiht sein und auf den Herrscher Lalithdatiya Muktadiya aus dem achten Jahrhundert zurückgehen.[4]

- Die Hill Station Sonamarg liegt im Distrikt Ganderbal. Sonmarg ist ein beliebter Ausflugsort für Wanderungen und ist als Kulisse bekannt aus vielen Bollywood-Filmen.

- Der Manasbal-See liegt 12 km nordwestlich von Ganderbal. Der für Nur Jahan angelegte Garten Garoka liegt an diesem See.[5] Der See bietet gute Möglichkeiten zur Vogelbeobachtung.[6][7] Lotuswurzeln aus dem See werden von Einheimischen geerntet, gegessen und verkauft.[8]

- Der Berg Haramukh (5148 m) liegt im Distrikt Ganderbal. Der Aufstieg auf den Berg von dieser Seite gilt als sehr gefährlich. Der Haramukh wurde erstmals von der Großen Trigonometrische Vermessung unter Thomas Montgomerie 1856 bestiegen. Von seinem Gipfel wurden der K1 und K2 das erste Mal erfasst und benannt.[9]
- Der Gangabal-See (Urdu -ﮔﻨﮕﺒﻞ ﺟﮭﻴﻞ), auch Gangbal-See genannt, liegt am Fuß des Haramukh. Er ist ein fischreicher Bergsee.[10][11]